# Tensor electromagnètic
El tensor electromagnètic, tensor de camp electromagnètic o tensor d'intensitat de camp és un objecte matemàtic que descriu el camp electromagnètic d'un sistema físic dins la teoria de l'electromagnetisme clàssic de Maxwell. El tensor de camp es va utilitzar després que Hermann Minkowski introduís la formulació del tensor quadridimensional de la relativitat especial. El tensor permet escriure algunes lleis físiques d'una manera molt concisa.

## Descripció
Nota: En aquest article s'utilitza la notació tensorial d'índex abstracte
El tensor electromagnètic {\displaystyle F_{\alpha \beta }} s'escriu habitualment en forma de matriu:
{\displaystyle F_{\alpha \beta }={\begin{bmatrix}0&E_{x}/c&E_{y}/c&E_{z}/c\\-E_{x}/c&0&-B_{z}&B_{y}\\-E_{y}/c&B_{z}&0&-B_{x}\\-E_{z}/c&-B_{y}&B_{x}&0\end{bmatrix}}}
on 
E és el camp elèctric,
B és el camp magnètic, i
c és la velocitat de la llum.

### Propietats
De la forma matricial del tensor de camp es dedueix fàcilment que el tensor electromagnètic satisfà les següents propietats:
- és antisimètric: {\displaystyle F^{\alpha \beta }\,=-F^{\beta \alpha }}
- és format per un nombre triangular de sis components idependents

Si hom fa un producte intern del tensor d'intensitat de camp es forma la invariància de Lorentz:
{\displaystyle F_{\alpha \beta }F^{\alpha \beta }=\ 2\left(B^{2}-{\frac {E^{2}}{c^{2}}}\right)=\mathrm {invariant} }
El producte del tensor {\displaystyle F^{\alpha \beta }\,} amb els seus tensors duals dona el pseudoescalar invariant:
{\displaystyle \epsilon _{\alpha \beta \gamma \delta }F^{\alpha \beta }F^{\gamma \delta }={\frac {2}{c}}\left({\vec {B}}\cdot {\vec {E}}\right)=\mathrm {invariant} \,}
on   {\displaystyle \ \epsilon _{\alpha \beta \gamma \delta }\,} és un tensor unitari de quart ordre totalment antisimètric, conegut com a Símbol de Levi-Civita. Noteu que 
{\displaystyle \det \left(F\right)={\frac {1}{c^{2}}}\left({\vec {B}}\cdot {\vec {E}}\right)^{2}}
De manera més formal, el tensor electromagnètic pot ser escrit en termes de quadrivector potencial electromagnètic {\displaystyle A^{\alpha }\,}:
{\displaystyle F_{\alpha \beta }\ {\stackrel {\mathrm {def} }{=}}\ {\frac {\partial A_{\beta }}{\partial x^{\alpha }}}-{\frac {\partial A_{\alpha }}{\partial x^{\beta }}}\ {\stackrel {\mathrm {def} }{=}}\ \partial _{\alpha }A_{\beta }-\partial _{\beta }A_{\alpha }}
On el quadrivector potencial és:
{\displaystyle A^{\alpha }=\left({\frac {\phi }{c}},{\vec {A}}\right)} i la seva forma covariant es troba multiplicant per l'Espai de Minkowski {\displaystyle \eta \,}:
{\displaystyle A_{\alpha }\,=\eta _{\alpha \beta }A^{\beta }=\left({\frac {\phi }{c}},-{\vec {A}}\right)}

## Derivació del tensor
Per derivar tots els elements del tensor electromagnètic hem de definir l'operador de derivació:
{\displaystyle \partial _{\alpha }=\left({\frac {1}{c}}{\frac {\partial }{\partial t}},{\frac {\partial }{\partial x}},{\frac {\partial }{\partial y}},{\frac {\partial }{\partial z}}\right)=\left({\frac {1}{c}}{\frac {\partial }{\partial t}},{\vec {\nabla }}\right)\,}
i el quadrivector potencial electromagnètic:
{\displaystyle A_{\alpha }=\left({\frac {\phi }{c}},-A_{x},-A_{y},-A_{z}\right)\,}
on
{\displaystyle {\vec {A}}\,} és el vector potencial i {\displaystyle \left(A_{x},A_{y},A_{z}\right)} són els seus components
{\displaystyle \phi \,} és el potencial escalar i
{\displaystyle c\,} és la velocitat de la llum.
Els camps elèctrics i magnètics es deriven del potencial vectorial i del potencial escalar amb dues fórmules:
{\displaystyle {\vec {E}}=-{\frac {\partial {\vec {A}}}{\partial t}}-{\vec {\nabla }}\phi \,}
{\displaystyle {\vec {B}}={\vec {\nabla }}\times {\vec {A}}\,}
Per exemple, els components x són 
{\displaystyle E_{x}=-{\frac {\partial A_{x}}{\partial t}}-{\frac {\partial \phi }{\partial x}}\,}
{\displaystyle B_{x}={\frac {\partial A_{z}}{\partial y}}-{\frac {\partial A_{y}}{\partial z}}\,}
Utilitzant les definicions inicials, podem reescriure aquestes dues equacions d'aquesta manera:
{\displaystyle E_{x}=c\left(\partial _{0}A_{1}-\partial _{1}A_{0}\right)\,}
{\displaystyle B_{x}=\partial _{2}A_{3}-\partial _{3}A_{2}\,}
Avaluant tots els components resultants en un tensor de segon ordre, asimètric i covariant:
{\displaystyle F_{\alpha \beta }=\partial _{\alpha }A_{\beta }-\partial _{\beta }A_{\alpha }\,}

## Relació amb l'electromagnetisme clàssic
L'electromagnetisme clàssic i les equacions de Maxwell es poden derivar de:
{\displaystyle {\mathcal {S}}=\int \left(-{\begin{matrix}{\frac {1}{4\mu _{0}}}\end{matrix}}F_{\mu \nu }F^{\mu \nu }\right)\mathrm {d} ^{4}x\,}
on
{\displaystyle \mathrm {d} ^{4}x\;} és l'espai i el temps finit.
Això significa que el Lagrangià és:
| {\displaystyle {\mathcal {L}}\,} | {\displaystyle =-{\begin{matrix}{\frac {1}{4\mu _{0}}}\end{matrix}}F_{\mu \nu }F^{\mu \nu }\,} |
|                                  | {\displaystyle =-{\begin{matrix}{\frac {1}{4\mu _{0}}}\end{matrix}}\left(\partial _{\mu }A_{\nu }-\partial _{\nu }A_{\mu }\right)\left(\partial ^{\mu }A^{\nu }-\partial ^{\nu }A^{\mu }\right).\,}                                                                                    |
|                                  | {\displaystyle =-{\begin{matrix}{\frac {1}{4\mu _{0}}}\end{matrix}}\left(\partial _{\mu }A_{\nu }\partial ^{\mu }A^{\nu }-\partial _{\nu }A_{\mu }\partial ^{\mu }A^{\nu }-\partial _{\mu }A_{\nu }\partial ^{\nu }A^{\mu }+\partial _{\nu }A_{\mu }\partial ^{\nu }A^{\mu }\right)\,} |
Els termes dels extrems dret i esquerre són els mateixos atès que {\displaystyle \mu } i {\displaystyle \nu } són variables lliures. Els dos termes del mig també són iguals, així el Lagrangià és:
| {\displaystyle {\mathcal {L}}\,} | {\displaystyle =-{\begin{matrix}{\frac {1}{2\mu _{0}}}\end{matrix}}\left(\partial _{\mu }A_{\nu }\partial ^{\mu }A^{\nu }-\partial _{\nu }A_{\mu }\partial ^{\mu }A^{\nu }\right)\,} |
Podem posar tot això dins de l'equació d'Euler-Lagrange del moviment d'un camp:
{\displaystyle \partial _{\nu }\left({\frac {\partial {\mathcal {L}}}{\partial (\partial _{\nu }A_{\mu })}}\right)-{\frac {\partial {\mathcal {L}}}{\partial A_{\mu }}}=0.\,}
El segon terme és zero perquè, en aquest cas, el lagrangià només conté derivades. Per tant, l'equació d'Euler-Lagrange esdevé:
{\displaystyle \partial _{\nu }\left(\partial ^{\mu }A^{\nu }-\partial ^{\nu }A^{\mu }\right)=0.\,}
El terme que hi ha entre els parèntesis és el tensor de camp, per tant simplificant tenim
| {\displaystyle \partial _{\nu }F^{\mu \nu }=0.\,} |
Aquesta equació és una altra forma d'escriure les dues equacions de Maxwell:
{\displaystyle ~E^{i}/c\ \ =-F^{0i}\,}
{\displaystyle \epsilon ^{ijk}B^{k}=-F^{ij}\,}
on {\displaystyle i\,} and {\displaystyle j\,} prenen els valors de 1, 2, i 3.

## Significat del tensor de camp
Amagada sota la superfície d'aquesta complexa equació matemàtica hi ha una enginyosa unificació de les equacions de Maxwell per a l'electromagnetisme. Considerem l'equació electroestàtica
{\displaystyle {\vec {\nabla }}\cdot {\vec {E}}={\frac {\rho }{\epsilon _{0}}}}
que ens diu que la divergència del vector camp elèctric és igual a la densitat de càrrega, i l'equació electrodinàmica
{\displaystyle {\vec {\nabla }}\times {\vec {B}}-{\frac {1}{c^{2}}}{\frac {\partial {\vec {E}}}{\partial t}}=\mu _{0}{\vec {J}}}
que indica que el canvi del camp elèctric respecte al temps menys el rotacional del vector camp magnètic és igual a - 4 pi vegades la densitat de corrent.
Aquestes dues equacions per a l'electricitat es redueixen a 
{\displaystyle \partial _{\alpha }F^{\alpha \beta }=\mu _{0}J^{\beta }\,}
on
{\displaystyle J^{\alpha }=(c\,\rho ,{\vec {J}})\,} és el quadricorrent.
El mateix es pot aplicar al magnetisme. Si prenem l'equació magnetoestàtica
{\displaystyle {\vec {\nabla }}\cdot {\vec {B}}=0}
que ens diu que no hi ha veritables càrregues magnètiques, i l'equació magnetodinàmica
{\displaystyle {\frac {\partial {\vec {B}}}{\partial t}}+{\vec {\nabla }}\times {\vec {E}}=0}
que ens diu que el canvi del camp magnètic respecte del temps més el rotacional del camp elèctric és igual a zero (o, de manera alternativa, el rotacional del camp elèctric és igual al canvi negatiu del camp magnètic respecte al temps). Amb el tensor electromagnètic, les equacions per al magnetisme es redueixen a 
{\displaystyle F_{\alpha \beta ,\gamma }+F_{\beta \gamma ,\alpha }+F_{\gamma \alpha ,\beta }=0.\,}

## El tensor de camp i la relativitat
El nom de tensor de camp deriva del fet que el camp electromagnètic obeeix la llei de transformació del tensor, aquesta propietat general de les lleis físiques (no gravitacionals) va ser reconeguda després de l'adveniment de la relativitat especial. Aquesta teoria estipula que totes les lleis (no gravitacionals) de la física han de prendre la mateixa forma en tots els sistemes de coordinades, això mena a la introducció dels tensors. El formalisme del tensor també comporta una elegant presentació de les lleis físiques. Per exemple, les equacions de Maxwell de l'electromagnetisme poden ser escrites utilitzant el tensor de camp com:
{\displaystyle F_{[\alpha \beta ,\gamma ]}\,=0} and {\displaystyle F^{\alpha \beta }{}_{,\beta }\,=\mu _{0}J^{\alpha }}
on la coma indica una derivada parcial. La segona equació implica la conservació de la càrrega:
{\displaystyle J^{\alpha }{}_{,\alpha }\,=0}
A la relativitat general, aquestes lleis poden ser generalitzades de manera elegant a parer de molts físics:
{\displaystyle F_{[\alpha \beta ;\gamma ]}\,=0} and {\displaystyle F^{\alpha \beta }{}_{;\beta }\,=\mu _{0}J^{\alpha }}
on el punt i coma representa una derivada covariant, com a oposada a una derivada parcial. L'elegància d'aquestes equacions prové de la substitució de les derivades parcials per les derivades covariants. De vegades hom refereix a aquestes equacions com les equacions de Maxwell a un espaitemps corbat. Un cop més, la segona equació implica la conservació de la càrrega (en un espaitemps corbat):
{\displaystyle J^{\alpha }{}_{;\alpha }\,=0}

## Rol a l'electrodinàmica quàntica i la teoria de camps
El Lagrangià de l'electrodinàmica quàntica s'estén més enllà del Lagrangià clàssic establert per la relativitat 
{\displaystyle {\mathcal {L}}={\bar {\psi }}(i\hbar c\,\gamma ^{\alpha }D_{\alpha }-mc^{2})\psi -{\frac {1}{4\mu _{0}}}F_{\alpha \beta }F^{\alpha \beta },}  
per incorporar la creació i la destrucció de fotons (i electrons).
A la teoria quàntica de camps, s'utilitza com a model del tensor d'intensitat de camp gauge. Que s'utilitza de manera addicional a la interacció local Lagrangiana, amb un paper idèntic al que fa a l'electrodinàmica quàntica.